# Grupo Galé
Die Grupo Galé ist eine Salsaband aus Kolumbien, welche traditionelle Musikstile wie Cumbia mit modernen Salsarhythmen verbindet.

## Werdegang
Musikalischer Leiter und führender Kopf der Gruppe ist Diego Galé, welcher in vielen Musikproduktionen zusammen mit Marvin Santiago, Héctor Lavoe, Fruko y sus Tesos und vielen anderen mitarbeitete. Diego Galé produzierte unter anderem auch Alben für bekannte Künstler wie Jerry Galante, David Pabón und Maelo Ruíz. 1989, als er bereits internationale Bekanntheit erreicht hatte, gründete er seine eigene Gruppe, die Grupo Galé. Bereits 1990 wurden ihre Alben große Erfolge in den USA, Europa, Mittelamerika, Ecuador und Mexiko. Zu den bekanntesten Hits der Grupo Galé gehören unter anderem Lieder wie „Amor de verdad“, „Atrevete a soñar“, „Buscando olvidarte“, „El amor de mi vida (se fue)“, „Lo he intentado todo“, „Mi primer amor“, „Quiero Besarte“ und „Tempestad y Calma“.

## Diskografie
- Frívolo (1989)
- Sensitivo (1991)
- A Conciencia (1992)
- Sin Apariencias… (1993)
- Afirmando (1994)
- Dominando la Salsa (1996)
- En su Sitio (1998)
- Lo Máximo!!! (2000)
- 20 de Julio (2002)
- Esencia Latina (2004)
- 15º Aniversario en Concierto (2006)
- Auténtico (2007)
- Instinto (2009)
- Deluxe (2011)